# Pagurus emmersoni
Pagurus emmersoni is een tienpotigensoort uit de familie van de Paguridae. De wetenschappelijke naam van de soort is voor het eerst geldig gepubliceerd in 1999 door McLaughlin & Forest.